# Ingevald Fernqvist
Ingevald Börje Fernqvist, född 9 juni 1925 i Karlstad, död 21 december 2009 i Malmö, var en svensk jordbruksforskare. 
Fernqvist, som var son till Axel Fernqvist och Anna Gren, avlade studentexamen i Karlstad 1946 och studerade därefter lantbruksvetenskap i Köpenhamn, där han avlade kandidatexamen  1952 och licentiatexamen 1957. Han blev agronomie doktor vid Kungliga Lantbrukshögskolan 1966. Han blev assistent vid statens trädgårdsförsök 1952, förste assistent 1960, statshortonom där 1962, vid Kungliga Lantbrukshögskolans institution för frukt- och bärodling i Alnarp från 1963. Han var expert i jordbrukshögskoleutredningen 1957–1960 och sekreterare i Nordiska jordbruksforskares förenings trädgårdssektion. Han författade skrifter om frukt- och bärodlingar.